# Bernwiller
Bernwiller is een gemeente in het Franse departement Haut-Rhin (regio Grand Est). De gemeente telde 710 inwoners op 1 januari 2018.

## Geschiedenis
De gemeente maakte deel uit van het kanton Cernay en het arrondissement Thann tot het op 1 januari 2015 overgegaan is naar het kanton Masevaux, dat op 24 februari 2021 werd hernoemd naar kanton Masevaux-Niederbruck, en het arrondissement Thann-Guebwiller. Op 1 januari 2016 werd de gemeente Ammertzwiller opgenomen in Bernwiller, die daarmee de status van commune nouvelle kreeg.

## Geografie
De oppervlakte van Bartenheim bedroeg, na de fusie met Ammertzwiller, op 1 januari 2018 10,65 vierkante kilometer; de bevolkingsdichtheid was toen 66,7 inwoners per km².
De onderstaande kaart toont de ligging van Bernwiller met de belangrijkste infrastructuur en aangrenzende gemeenten.

## Demografie
Onderstaande figuur toont het verloop van het inwonertal (bron: INSEE-tellingen).

## Geboren in Bernwiller
- Jean-Jacques Henner (1829-1905), kunstschilder